# DDR-Einzelmeisterschaft im Schach 1970
Die 19. DDR-Einzelmeisterschaft im Schach fand im Februar 1970 in Freiberg statt.

## Allgemeines
Hauptschiedsrichter war Arthur Gröbe aus Dresden. Gespielt wurde im Festsaal am Obermarkt. Die Teilnehmer hatten sich über das sogenannte Dreiviertelfinale sowie ein System von Vorberechtigungen und Freiplätzen für diese Meisterschaft qualifiziert.

## Meisterschaft der Herren
Die Fachzeitschrift „Schach“ konstatierte wegen der Abwesenheit mehrerer bisheriger Spitzenspieler ein Nachlassen des Spielniveaus. Umgekehrt habe die Zusammensetzung des Feldes aber als belebendes Element gewirkt. Neuer Meister wurde der promovierte Chemiker Fritz Baumbach. Sein Erfolg wird als rundum verdient gewürdigt. Auf den weiteren Medaillenplätzen rangieren die beiden einzigen teilnehmenden internationalen Titelträger. Während Vorjahresmeister Espig nur im Mittelfeld einkam, überzeugten erneut die jüngeren Spieler Vogt, Knaak und Brüggemann.

### Abschlusstabelle
|    | Teilnehmer                               | 01 | 02 | 03 | 04 | 05 | 06 | 07 | 08 | 09 | 10 | 11 | 12 | 13 | 14 | 15 | 16 | 17 | 18 | 19 | 20 | Punkte |
| -- | ---------------------------------------- | -- | -- | -- | -- | -- | -- | -- | -- | -- | -- | -- | -- | -- | -- | -- | -- | -- | -- | -- | -- | ------ |
| 01 | Fritz Baumbach (DAW Berlin)              |    | ½  | ½  | ½  | ½  | ½  | 1  | ½  | ½  | ½  | 1  | 1  | ½  | 1  | 1  | 1  | 1  | ½  | 1  | 1  | 14     |
| 02 | Heinz Liebert (Buna Halle)               | ½  |    | ½  | ½  | ½  | ½  | ½  | ½  | ½  | 1  | ½  | ½  | 1  | ½  | 1  | 1  | 1  | 1  | 1  | ½  | 13     |
| 03 | Artur Hennings (SG Leipzig)              | ½  | ½  |    | ½  | ½  | ½  | ½  | ½  | ½  | ½  | 1  | ½  | 1  | ½  | 1  | 1  | 1  | 1  | 1  | ½  | 13     |
| 04 | Wolfgang Dietze (Buna Halle)             | ½  | ½  | ½  |    | ½  | 1  | ½  | 1  | ½  | 1  | ½  | ½  | 1  | ½  | 0  | ½  | ½  | 1  | 1  | ½  | 12     |
| 05 | Lothar Vogt (SG Leipzig)                 | ½  | ½  | ½  | ½  |    | ½  | ½  | ½  | ½  | ½  | 1  | 0  | ½  | 1  | 1  | ½  | ½  | 1  | 1  | 1  | 12     |
| 06 | Manfred Schöneberg (SG Leipzig)          | ½  | ½  | ½  | 0  | ½  |    | ½  | ½  | 1  | 1  | ½  | 1  | ½  | 1  | 0  | ½  | ½  | ½  | 1  | ½  | 11     |
| 07 | Günther Möhring (Buna Halle)             | 0  | ½  | ½  | ½  | ½  | ½  |    | ½  | 1  | ½  | ½  | ½  | 1  | ½  | 1  | ½  | 0  | 1  | 1  | ½  | 11     |
| 08 | Detlef Neukirch (SG Leipzig)             | ½  | ½  | ½  | 0  | ½  | ½  | ½  |    | 0  | 1  | ½  | ½  | 1  | 0  | 1  | 1  | ½  | ½  | 1  | 1  | 11     |
| 09 | Lutz Espig (Buna Halle)                  | ½  | ½  | ½  | ½  | ½  | 0  | 0  | 1  |    | ½  | 0  | ½  | ½  | 1  | ½  | 1  | 1  | 0  | 1  | 1  | 10½    |
| 10 | Uwe Küttner (Medizin Neubrandenburg)     | ½  | 0  | ½  | 0  | ½  | 0  | ½  | 0  | ½  |    | 1  | 1  | 0  | 1  | 1  | 0  | 1  | 1  | ½  | 1  | 10     |
| 11 | Reinhard Postler (Buna Halle)            | 0  | ½  | 0  | ½  | 0  | ½  | ½  | ½  | 1  | 0  |    | 1  | 0  | 1  | ½  | 1  | ½  | ½  | 1  | 1  | 10     |
| 12 | Joachim Brüggemann (Motor West Erfurt)   | 0  | ½  | ½  | ½  | 1  | 0  | ½  | ½  | ½  | 0  | 0  |    | 1  | 0  | 0  | 1  | 1  | 1  | ½  | ½  | 09     |
| 13 | Hermann Brameyer (DAW Berlin)            | ½  | 0  | 0  | 0  | ½  | ½  | 0  | 0  | ½  | 1  | 1  | 0  |    | ½  | 1  | 1  | 0  | 1  | ½  | 1  | 09     |
| 14 | Manfred Böhnisch (SG Leipzig)            | 0  | ½  | ½  | ½  | 0  | 0  | ½  | 1  | 0  | 0  | 0  | 1  | ½  |    | 1  | 0  | 1  | 0  | 1  | 1  | 08½    |
| 15 | Rainer Knaak (SG Leipzig)                | 0  | 0  | 0  | 1  | 0  | 1  | 0  | 0  | ½  | 0  | ½  | 1  | 0  | 0  |    | ½  | 1  | 1  | 1  | 1  | 08½    |
| 16 | Eberhard Geissert (Aktivist Lauchhammer) | 0  | 0  | 0  | ½  | ½  | ½  | ½  | 0  | 0  | 1  | 0  | 0  | 0  | 1  | ½  |    | 1  | 1  | ½  | 1  | 08     |
| 17 | Bernd Schmitz (Chemie Lützkendorf)       | 0  | 0  | 0  | ½  | ½  | ½  | 1  | ½  | 0  | 0  | ½  | 0  | 1  | 0  | 0  | 0  |    | ½  | ½  | 1  | 06½    |
| 18 | Gerd Lorenz (SG Leipzig)                 | ½  | 0  | 0  | 0  | 0  | ½  | 0  | ½  | 1  | 0  | ½  | 0  | 0  | 1  | 0  | 0  | ½  |    | ½  | 1  | 06     |
| 19 | Harald Darius (Motor SO Magdeburg)       | 0  | 0  | 0  | 0  | 0  | 0  | 0  | 0  | 0  | ½  | 0  | ½  | ½  | 0  | 0  | ½  | ½  | ½  |    | 1  | 04     |
| 20 | Günter Walter (Lok Brandenburg)          | 0  | ½  | ½  | ½  | 0  | ½  | ½  | 0  | 0  | 0  | 0  | ½  | 0  | 0  | 0  | 0  | 0  | 0  | 0  |    | 03     |

### Dreiviertelfinale
Das Dreiviertelfinale der Herren fand Ende August 1969 in Bützow statt. Schiedsrichter war Arthur Gröbe aus Dresden. Lothar Zinn traf nach einem Turnierstart im Ausland und einer Autopanne verspätet ein, durfte seine Erstrundenpartie gegen Wilken von der Insel Rügen aber noch aufnehmen. Die Partie der beiden Lützkendorfer Klubkameraden Schmitz und Schmidt in der letzten Runde dauerte zwölf Stunden und 125 Züge, ehe Schmitz mit Läufer und Bauer gegen Schmidt mit Springer und zwei Bauern das Remis sicher hatte.
Gruppe A
|   | Teilnehmer         | 01 | 02 | 03 | 04 | 05 | 06 | 07 | 08 | 09 | Punkte |
| - | ------------------ | -- | -- | -- | -- | -- | -- | -- | -- | -- | ------ |
| 1 | Lothar Zinn        |    | ½  | ½  | 1  | 1  | 1  | 1  | 1  | ½  | 6½     |
| 2 | Harald Darius      | ½  |    | ½  | 1  | ½  | ½  | ½  | 1  | 1  | 5½     |
| 3 | Rainer Knaak       | ½  | ½  |    | ½  | ½  | ½  | 1  | ½  | 1  | 5      |
| 4 | Gottfried Braun    | 0  | 0  | ½  |    | 1  | ½  | 1  | 1  | ½  | 4½     |
| 5 | Hermann Packroff   | 0  | ½  | ½  | 0  |    | 1  | ½  | ½  | 1  | 4      |
| 6 | Joachim Brüggemann | 0  | ½  | ½  | ½  | 0  |    | ½  | ½  | 1  | 3½     |
| 7 | Rainer Gackstatter | 0  | ½  | 0  | 0  | ½  | ½  |    | 1  | 0  | 2½     |
| 8 | Harry Hauck        | 0  | 0  | ½  | 0  | ½  | ½  | 0  |    | 1  | 2½     |
| 9 | Erwin Wilken       | ½  | 0  | 0  | ½  | 0  | 0  | 1  | 0  |    | 2      |

Gruppe B
|    | Teilnehmer      | 01 | 02 | 03 | 04 | 05 | 06 | 07 | 08 | 09 | 10 | Punkte |
| -- | --------------- | -- | -- | -- | -- | -- | -- | -- | -- | -- | -- | ------ |
| 01 | Günter Walter   |    | ½  | ½  | 1  | 1  | ½  | ½  | 1  | 1  | ½  | 6½     |
| 02 | Bernd Schmitz   | ½  |    | ½  | ½  | 0  | 1  | 1  | 1  | 1  | 1  | 6½     |
| 03 | Fritz Baumbach  | ½  | ½  |    | ½  | ½  | ½  | ½  | 1  | 1  | 1  | 6      |
| 04 | Anton Csulits   | 0  | ½  | ½  |    | 1  | 1  | ½  | 0  | 1  | 1  | 5½     |
| 05 | Bodo Starck     | 0  | 1  | ½  | 0  |    | ½  | ½  | 1  | ½  | 1  | 5      |
| 06 | Hermann Schmidt | ½  | 0  | ½  | 0  | ½  |    | 1  | 1  | ½  | 1  | 5      |
| 07 | Lutz Wehnert    | ½  | 0  | ½  | ½  | ½  | 0  |    | ½  | 1  | 1  | 4½     |
| 08 | Zybell          | 0  | 0  | 0  | 1  | 0  | 0  | ½  |    | ½  | ½  | 2½     |
| 09 | Nowarra         | 0  | 0  | 0  | 0  | ½  | ½  | 0  | ½  |    | 1  | 2½     |
| 10 | Kleinpeter      | ½  | 0  | 0  | 0  | 0  | 0  | 0  | ½  | 0  |    | 1      |

Gruppe C
|    | Teilnehmer        | 01 | 02 | 03 | 04 | 05 | 06 | 07 | 08 | 09 | 10 | Punkte |
| -- | ----------------- | -- | -- | -- | -- | -- | -- | -- | -- | -- | -- | ------ |
| 01 | Uwe Küttner       |    | ½  | 1  | ½  | 1  | 1  | 1  | 1  | 1  | 1  | 8      |
| 02 | Eberhard Geissert | ½  |    | 1  | 1  | 1  | 1  | 0  | ½  | ½  | 1  | 6½     |
| 03 | Manfred Böhnisch  | 0  | 0  |    | 0  | 1  | 1  | 1  | 1  | 1  | 1  | 6      |
| 04 | Hermann Brameyer  | ½  | 0  | 1  |    | 0  | ½  | 1  | 1  | 1  | ½  | 5½     |
| 05 | Manfred Müller    | 0  | 0  | 0  | 1  |    | 0  | 1  | ½  | 1  | 1  | 4½     |
| 06 | Werner Breustedt  | 0  | 0  | 0  | ½  | 1  |    | 0  | ½  | 1  | 1  | 4      |
| 07 | Rainer Möbius     | 0  | 1  | 0  | 0  | 0  | 1  |    | ½  | 0  | ½  | 3      |
| 08 | Reinhard Gnauck   | 0  | ½  | 0  | 0  | ½  | ½  | ½  |    | 0  | 1  | 3      |
| 09 | Hans Rainer Urban | 0  | ½  | 0  | 0  | 0  | 0  | 1  | 1  |    | ½  | 3      |
| 10 | Jochen Weigend    | 0  | 0  | 0  | ½  | 0  | 0  | ½  | 0  | ½  |    | 1½     |

## Meisterschaft der Damen
Die Abiturientin Christina Hölzlein leitete mit ihrem ersten Titelgewinn einen Generationswechsel ein. Mit Worch, Hofmann und Michel platzierten sich noch jüngere Spielerinnen erfolgreich. Diese Generation sollte in den folgenden Jahren das DDR-Frauenschach nachhaltig dominieren. Bemerkenswert war auch das Ergebnis von Ingrid Rönsch: Sie kam zum achten Mal in Folge unter die ersten vier der DDR-Meisterschaft, ohne jedoch jemals das oberste Podium zu erreichen.

### Abschlusstabelle
|    | Teilnehmer                                | 01 | 02 | 03 | 04 | 05 | 06 | 07 | 08 | 09 | 10 | 11 | 12 | 13 | 14 | Punkte |
| -- | ----------------------------------------- | -- | -- | -- | -- | -- | -- | -- | -- | -- | -- | -- | -- | -- | -- | ------ |
| 01 | Christina Hölzlein (Chemie Lützkendorf)   |    | 0  | ½  | 1  | ½  | 1  | 1  | 1  | 1  | ½  | 1  | ½  | ½  | 1  | 9½     |
| 02 | Eveline Nünchert (Wissenschaft Potsdam)   | 1  |    | ½  | ½  | ½  | ½  | ½  | ½  | ½  | ½  | 1  | 1  | ½  | 1  | 8½     |
| 03 | Brigitte Hofmann (Fortschritt Weißenfels) | ½  | ½  |    | 0  | ½  | 1  | ½  | 1  | ½  | 1  | ½  | ½  | 1  | 1  | 8½     |
| 04 | Ingrid Rönsch (Lok Dresden)               | 0  | ½  | 1  |    | 0  | ½  | 1  | ½  | 1  | ½  | 1  | ½  | 1  | ½  | 8      |
| 05 | Marion Worch (Buna Halle)                 | ½  | ½  | ½  | 1  |    | 0  | ½  | ½  | ½  | 1  | ½  | ½  | ½  | 1  | 7½     |
| 06 | Gabriele Just (Lok Mitte Leipzig)         | 0  | ½  | 0  | ½  | 1  |    | ½  | 1  | 0  | 1  | 0  | 1  | 1  | 1  | 7½     |
| 07 | Annett Michel (Buna Halle)                | 0  | ½  | ½  | 0  | ½  | ½  |    | ½  | ½  | 1  | 1  | 0  | 1  | 1  | 7      |
| 08 | Gisela Tragsdorf (SG Leipzig)             | 0  | ½  | 0  | ½  | ½  | 0  | ½  |    | ½  | 1  | ½  | 1  | 1  | 1  | 7      |
| 09 | Hannelore Pähtz (Lok Erfurt)              | 0  | ½  | ½  | 0  | ½  | 1  | ½  | ½  |    | 0  | 0  | ½  | 1  | 1  | 6      |
| 10 | Irene Winter (Motor Weimar)               | ½  | ½  | 0  | ½  | 0  | 0  | 0  | 0  | 1  |    | 1  | 1  | ½  | 1  | 6      |
| 11 | Jutta Scholz (Buna Halle)                 | 0  | 0  | ½  | 0  | ½  | 1  | 0  | ½  | 1  | 0  |    | 1  | 1  | 0  | 5½     |
| 12 | Lieselotte Janssen (Chemie Colditz)       | ½  | 0  | ½  | ½  | ½  | 0  | 1  | 0  | ½  | 0  | 0  |    | ½  | ½  | 4½     |
| 13 | Heidrun Bade (DAW Berlin)                 | ½  | ½  | 0  | 0  | ½  | 0  | 0  | 0  | 0  | ½  | 0  | ½  |    | ½  | 3      |
| 14 | Christine Ehnert (Eintracht Seiffen)      | 0  | 0  | 0  | ½  | 0  | 0  | 0  | 0  | 0  | 0  | 1  | ½  | ½  |    | 2½     |

### Dreiviertelfinale
Das Dreiviertelfinale der Damen fand im Juli 1969 in Schwaan in der Aula der dortigen Oberschule statt. Unter den Teilnehmerinnen befanden sich zwei 12-jährige Schülerinnen vom gastgebenden Verein. Die zwei Jahre ältere Brigitte Hofmann platzierte sich bereits weiter vorn und gehörte wenig später zur absoluten Leistungsspitze im DDR-Frauenschach. Mit Eveline Nünchert und Jutta Scholz (früher Jutta Zura) setzten sich zwei erfahrene Spielerinnen in den beiden Gruppen durch.
Gruppe A
|    | Teilnehmer                              | 01 | 02 | 03 | 04 | 05 | 06 | 07 | 08 | 09 | 10 | Punkte |
| -- | --------------------------------------- | -- | -- | -- | -- | -- | -- | -- | -- | -- | -- | ------ |
| 01 | Eveline Nünchert (Wissenschaft Potsdam) |    | 1  | 1  | ½  | ½  | 1  | ½  | ½  | 1  | 1  | 7      |
| 02 | Gisela Tragsdorf (Dynamo Altenburg)     | 0  |    | ½  | 1  | 1  | ½  | ½  | ½  | 1  | 1  | 6      |
| 03 | Heidrun Bade (DAW Berlin)               | 0  | ½  |    | 1  | ½  | ½  | ½  | 1  | 1  | 1  | 6      |
| 04 | Sabine Franzke (Fortschritt Forst)      | ½  | 0  | 0  |    | ½  | 1  | 1  | 1  | ½  | 1  | 5½     |
| 05 | Liddy Knoch (Einheit Meiningen)         | ½  | 0  | ½  | ½  |    | 0  | 1  | 1  | 1  | 1  | 5½     |
| 06 | Hannelore Pähtz (Lok Erfurt)            | 0  | ½  | ½  | 0  | 1  |    | ½  | 1  | 1  | 1  | 5½     |
| 07 | Christine Frommelt (Lok Greiz)          | ½  | ½  | ½  | 0  | 0  | ½  |    | 1  | 1  | 1  | 5      |
| 08 | Elfriede Ungethüm (Wismut Aue)          | ½  | ½  | 0  | 0  | 0  | 0  | 0  |    | ½  | 1  | 2½     |
| 09 | Brigitte Mistygacz (Traktor Laage)      | 0  | 0  | 0  | ½  | 0  | 0  | 0  | ½  |    | 1  | 2      |
| 10 | Christina Busch (Traktor Schwaan)       | 0  | 0  | 0  | 0  | 0  | 0  | 0  | 0  | 0  |    | 0      |

Gruppe B
|    | Teilnehmer                           | 01 | 02 | 03 | 04 | 05 | 06 | 07 | 08 | 09 | 10 | Punkte |
| -- | ------------------------------------ | -- | -- | -- | -- | -- | -- | -- | -- | -- | -- | ------ |
| 01 | Jutta Scholz (Buna Halle)            |    | 1  | ½  | 1  | ½  | ½  | ½  | 1  | ½  | 1  | 6½     |
| 02 | Lieselotte Janssen (Chemie Colditz)  | 0  |    | ½  | 1  | 1  | ½  | 1  | 1  | ½  | 1  | 6½     |
| 03 | Brigitte Hofmann (Chemie Leuna)      | ½  | ½  |    | 0  | 1  | 1  | ½  | ½  | 1  | 1  | 6      |
| 04 | Christine Ehnert (Eintracht Seiffen) | 0  | 0  | 1  |    | 1  | 1  | ½  | ½  | 1  | 1  | 6      |
| 05 | Luise Baumann (Lok Erfurt)           | ½  | 0  | 0  | 0  |    | 1  | 1  | ½  | 1  | 1  | 5      |
| 06 | Hildegard Richter (Uni Leipzig)      | ½  | ½  | 0  | 0  | 0  |    | 1  | 1  | 1  | 1  | 5      |
| 07 | Johanna Kirsch (TSG Gröditz)         | ½  | 0  | ½  | ½  | 0  | 0  |    | 1  | 1  | 1  | 4½     |
| 08 | Heide Mathwig (Brauerei Berlin)      | 0  | 0  | ½  | ½  | ½  | 0  | 0  |    | ½  | 1  | 3      |
| 09 | Lotti Brüning (Einheit Schwerin)     | ½  | ½  | 0  | 0  | 0  | 0  | 0  | ½  |    | 1  | 2½     |
| 10 | Karola Greulich (Traktor Schwaan)    | 0  | 0  | 0  | 0  | 0  | 0  | 0  | 0  | 0  |    | 0      |

## Jugendmeisterschaften
| Altersklasse | männlich                                                     | weiblich                                                   |
| ------------ | ------------------------------------------------------------ | ---------------------------------------------------------- |
| Schüler      | Hans-Ulrich Grünberg (Lok Schwerin), Roland Oetzel (Leipzig) | Gabriele Frenkel (Buna Halle) Birgit Sporreuter (Staßfurt) |
| Jugend       | Rainer Knaak (SG Leipzig)                                    | Hannelore Pähtz (Medizin Erfurt)                           |

Bei den Schülermeisterschaften brachten jeweils auch Stichkämpfe mit verkürzter Bedenkzeit keine Entscheidung. Ob weitere Stichkämpfe angesetzt wurden, ist nicht bekannt.